# Anselmo Filippo Pecci
Anselmo Filippo Pecci, al secolo Filippo, (Tramutola, 24 dicembre 1868 – Cava de' Tirreni, 14 febbraio 1950) è stato un arcivescovo cattolico italiano. Monaco dell'Ordine di San Benedetto e cavaliere dell'Ordine della Corona d'Italia, è considerato per l'attenzione agli ultimi un vescovo "leoniano".

## Biografia
Nacque a Tramutola il 24 dicembre 1868, figlio del farmacista Domenico Pecci, e di Carolina Mazziotta, da un'illustre famiglia del Mezzogiorno presente in Basilicata dall'epoca rinascimentale.

### Formazione e ministero sacerdotale
Intraprese gli studi presso il ginnasio a Marsico Nuovo e successivamente, all'età di diciassette anni, proseguì il cammino didattico frequentando il liceo nel seminario minore dell'abbazia della Santissima Trinità di Cava de' Tirreni, sotto la guida del sacerdote prof. Romanelli di Laurenzana, dove ricevette la chiamata alla carriera ecclesiastica, maturando la sua vocazione spirituale.
I risultati conseguiti durante gli anni del liceo, coronati dalla medaglia d'oro, fecero concentrare su di lui i migliori auspici, per cui, l'ingresso nello studentato teologico della badia fu una regolare continuazione del suo cammino.
Successivamente ricevette la nomina di cancelliere della curia dell'abbazia della Santissima Trinità, luogo nel quale aveva compiuto gli studi seminariali.

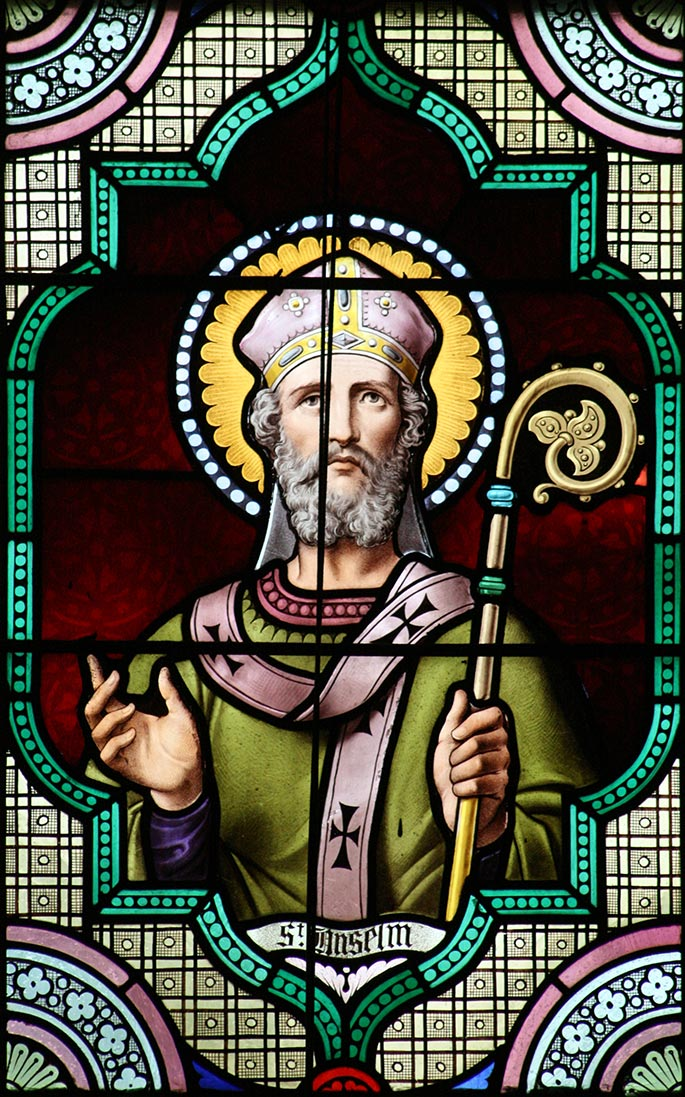
Sant'Anselmo d'Aosta, la figura a cui Pecci si ispirò per la scelta del nome monastico nel 1895

Emise la professione solenne il 13 settembre 1891 e ricevette, alla giovane età di ventitré anni, il sacramento dell'ordinazione presbiterale grazie a una speciale dispensa pontificia, concessa da papa Leone XIII.
Dopo l'ordinazione presbiterale operò come vicario parrocchiale a Tramutola, sua città natale. Furono quelli i tempi in cui scoprì il monachesimo e la vita contemplativa, soprattutto l'Ordine di San Benedetto e le sue più insigni figure: dal suo fondatore San Benedetto da Norcia a San Gregorio Magno, papa e dottore della Chiesa, passando per papa Gregorio VII, anch'egli monaco benedettino. La notte di Natale del 1895 vestì l'abito di San Benedetto, assumendo il nome di Anselmo in onore del grande teologo e filosofo medioevale Sant'Anselmo d'Aosta. L'11 aprile 1896 emise la professione solenne dell'Ordine di San Benedetto. Proseguì gli studi presso la Regia Università di Napoli, che completò il 10 luglio 1899 ottenendo la laurea in lettere a pieni voti. Fu alunno prediletto dell'insigne grecista Benedetto Bonazzi, divenuto in seguito arcivescovo di Benevento. La sua vera vocazione era l'insegnamento, carisma che si concretizzò nell'incarico di docente di latino e greco presso il seminario minore dell'abbazia di Cava de' Tirreni, dove ottenne peraltro l'incarico di prefetto degli studi e confessore del noviziato. In quegli anni fu inoltre rettore del collegio ecclesiastico. Insigne e brillante organista, contribuì a valorizzare la musica sacra e a diffondere la cultura liturgica del canto gregoriano.

### Ministero episcopale
Il 22 gennaio 1903 fu nominato vescovo di Tricarico da papa Leone XIII. Il 28 giugno, non ancora compiuto il trentacinquesimo anno di età, ricevette la consacrazione episcopale nella badia di Cava, per le mani dell'arcivescovo Benedetto Bonazzi, sua guida e maestro degli anni della formazione. A concelebrare il rito furono l'arcivescovo di Manfredonia Pasquale Gagliardi e il vescovo di Sant'Angelo dei Lombardi e Bisaccia Giulio Tommasi.
I quattro anni in cui rimase a Tricarico furono intensi di lavoro apostolico. Sulla scia della sua cultura religiosa e formazione clericale, istituì il nuovo indirizzo di studio in lingue classiche e teologia morale. L'importanza di questo nuovo progetto ebbe così tanta risonanza da far diventare Tricarico centro fondamentale di studi per tutta la provincia materana. Gli fu tributata un'accoglienza tripudiante ed entusiasta dai suoi nuovi fedeli, segno di una disponibilità a seguire le direttive pastorali attraverso un generoso impegno per una vitale rinascita; «la sua rara cultura, accompagnata dalle doti di modestia ed umiltà e da uno zelo intraprendente, lo resero immediatamente accetto a chi preferiva rimanere lontano dalla vita ecclesiale». Così, gli anni tricaricesi furono colmi di lavoro apostolico, a partire dai restauri della cattedrale e del seminario diocesano alle ripetute visite nelle parrocchie. Non a caso, l'episcopato di Pecci fu ricco di opere di ricostruzione, risanamento e, inoltre, «la sua premura riguardò la formazione del clero, al quale fece dono della sua spiritualità benedettina e della sua sapienza, incrementando le conferenze morali mensili e promuovendo incontri ascetici e di preghiera».

### Arcivescovo metropolita di Acerenza ed arcivescovo di Matera
Svolto il servizio apostolico presso la piccola diocesi di Tricarico, l'impegno, la profonda spiritualità e la dedizione verso gli ultimi furono notati da papa Pio X, che nel 1906 lo nominò amministratore apostolico di Acerenza e Matera. Il 6 settembre 1907 il papa lo elevò arcivescovo delle stesse arcidiocesi.
Durante il lungo episcopato (1907-1945) svolse un'attività assai multiforme. Si dedicò al restauro dei locali del seminario di Acerenza, proseguendo con il tetto e la facciata della cattedrale. Si occupò anche della riorganizzazione delle arcidiocesi e della cura continua per i seminari, dalle frequenti visite pastorali alla predicazione, dalla diffusione del canto liturgico, alle opere di carità e d'assistenza sociale. Con la passione del colto biblista, fece riordinare l'importante archivio della curia acheruntina.
Il suo episcopato fu inoltre ricco d'opere di carità. Durante gli anni della Grande Guerra si adoperò per l'assistenza alle famiglie dei soldati e dei caduti sull'altopiano del Carso e della Libia.
Per queste opere al servizio dell'umanità e del Regno d'Italia, il governo nazionale lo decorò con l'Ordine della Corona d'Italia.
Spese gran parte del suo tempo ad organizzare asili per l'infanzia per offrire ai minori in condizioni di disagio sociale un'adeguata educazione. Su questa visione sociale, fu tra i promotori della fondazione di un moderno ospedale nella città di Matera. Nella stessa città realizzò l'opera più grande del suo episcopato: la Casa della Carità per il ricovero degli anziani in condizioni di indigenza. Chi ebbe modo di collaborare con lui nell'ambito dei progetti sociali da lui promossi poté assaporare la sua spinta evangelizzatrice e le doti irradianti di miglioramento della vita del prossimo, che rappresentarono la sua vera forza guida.
Nel 1931 indisse un sinodo diocesano che ebbe la finalità di incidere sull'opera del clero.

### Un vescovo "leoniano" votato alla santità

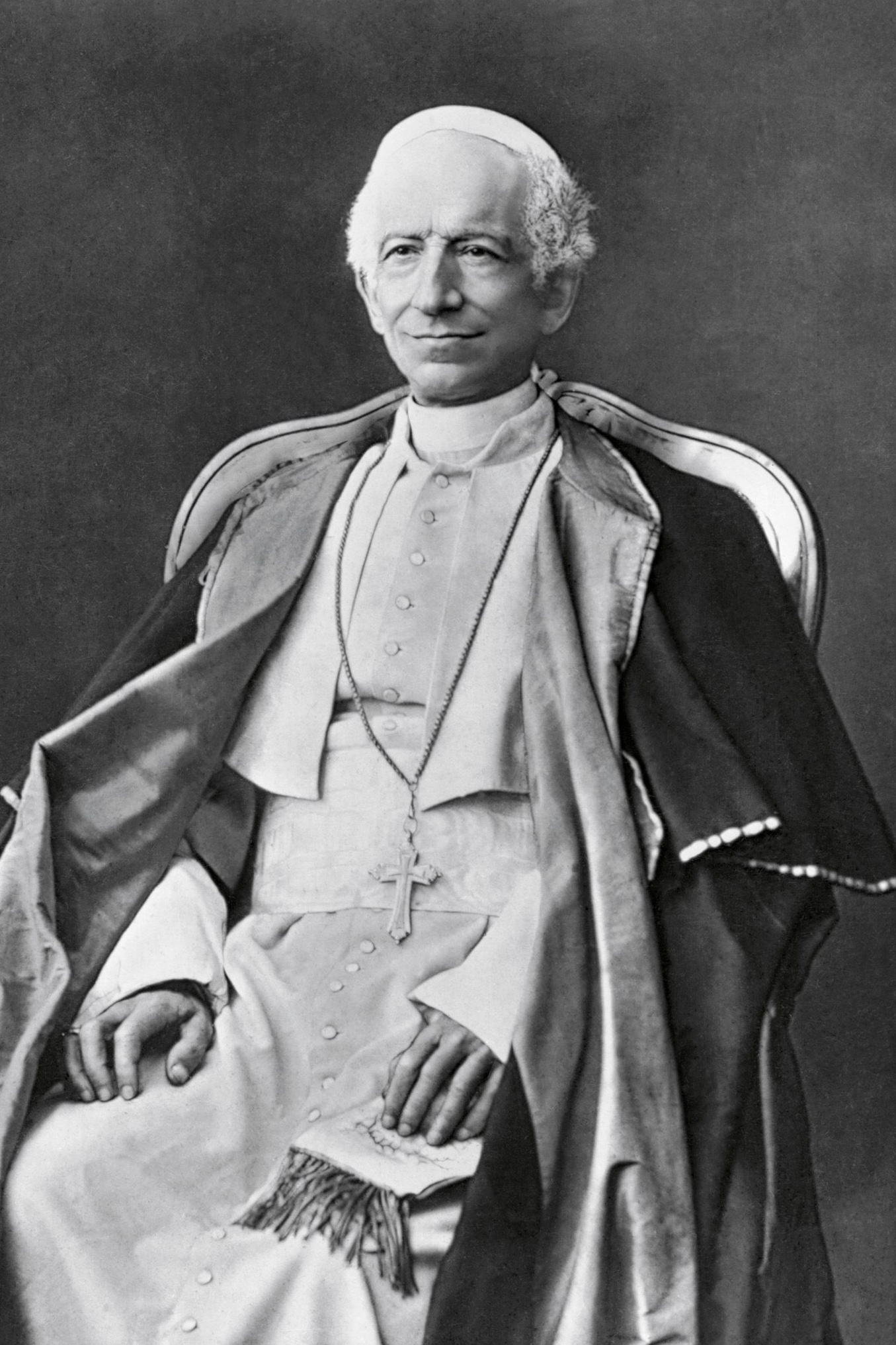
Papa Leone XIII, l'artefice della dottrina sociale della Chiesa cattolica con l'enciclica Rerum Novarum del 1891

Fu definito "vescovo leoniano" per vari motivi, tutti riconducibili ai criteri che papa Leone XIII aveva individuato per la nomina dei vescovi: solida cultura teologica, biblica e umanistica, volta a rivalutare la figura e l'eredità di San Tommaso d'Aquino e il tomismo. Accompagnava il profilo del pastore anche il chiaro impianto pastorale, secondo i canoni tridentini, teso a dare unità all'attività pastorale e alla vita delle Chiese locali che proliferavano tra la fine del XIX e l'inizio del XX secolo nel sud Italia. Il vescovo doveva intervenire nella comunità ecclesiastica affidatagli con lettere pastorali, sinodi locali, visite pastorali, catechesi e predicazioni. Coraggiosa presenza nella società, con un'azione culturale e caritativa pronta a portare soccorso ai lavoratori e alle famiglie che più avvertivano la necessità del cambiamento e maggiormente subivano le conseguenze dei turbamenti sociali, contraddistinsero in toto il suo lungo episcopato. Dunque la vita armonica, su cui aveva modulato il suo ministero, rispecchia da un lato la sua identità benedettina, dall'altro la fedeltà ai papi che si sono succeduti nel corso del suo servizio, sempre attento alla formazione e all'unità dottrinale del popolo di Dio.

Giovanni Battista Montini, futuro Paolo VI, scrisse una missiva all'Arcivescovo da parte della Segreteria di Stato.

Una lettera memorabile, indirizzata ad Anselmo Filippo Pecci, fu la missiva di Giovanni Battista Montini, futuro papa Paolo VI, all'epoca sostituto segretario di Stato di Sua Santità, per elogiare l'opera Il Sorriso della Madre scritta dallo stesso Pecci:
Eccellenza Reverentissima,

Con il nobile scopo di onorare Maria SS.ma e di farla sempre più conoscere, amare e venerare dai fedeli, Vostra Eccellenza Rev. ha voluto diligentemente curare un'utile pubblicazione dal titolo "Il Sorriso della Madre". Con delicato pensiero, poi, Ella ha desiderato farne devoto omaggio al Santo Padre.

L'Augusto Pontefice La ringrazia ed intende, a mio mezzo, rivolgerle una viva parola di plauso per il Suo fervido zelo e per la sua illuminata pietà, che contribuiscono ad aumentare sempre più nei fedeli stessi il culto verso la Vergine Santa. Il Vicario di Cristo pertanto volentieri imparate a Vostra Eccellenza una particolare Benedizione Apostolica ad auspicio di nuovi copiosi favori.

Io pure Le esprimo i sentimenti della mia sincera riconoscenza per l'esemplare a me gentilmente destinato, e, chinato al bacio del S. Anello mi professo con sensi di devoto omaggio.

Dell'Eccellenza Vostra Rev.ma

devoto servitore

G.B. Montini Sost.»

## Morte

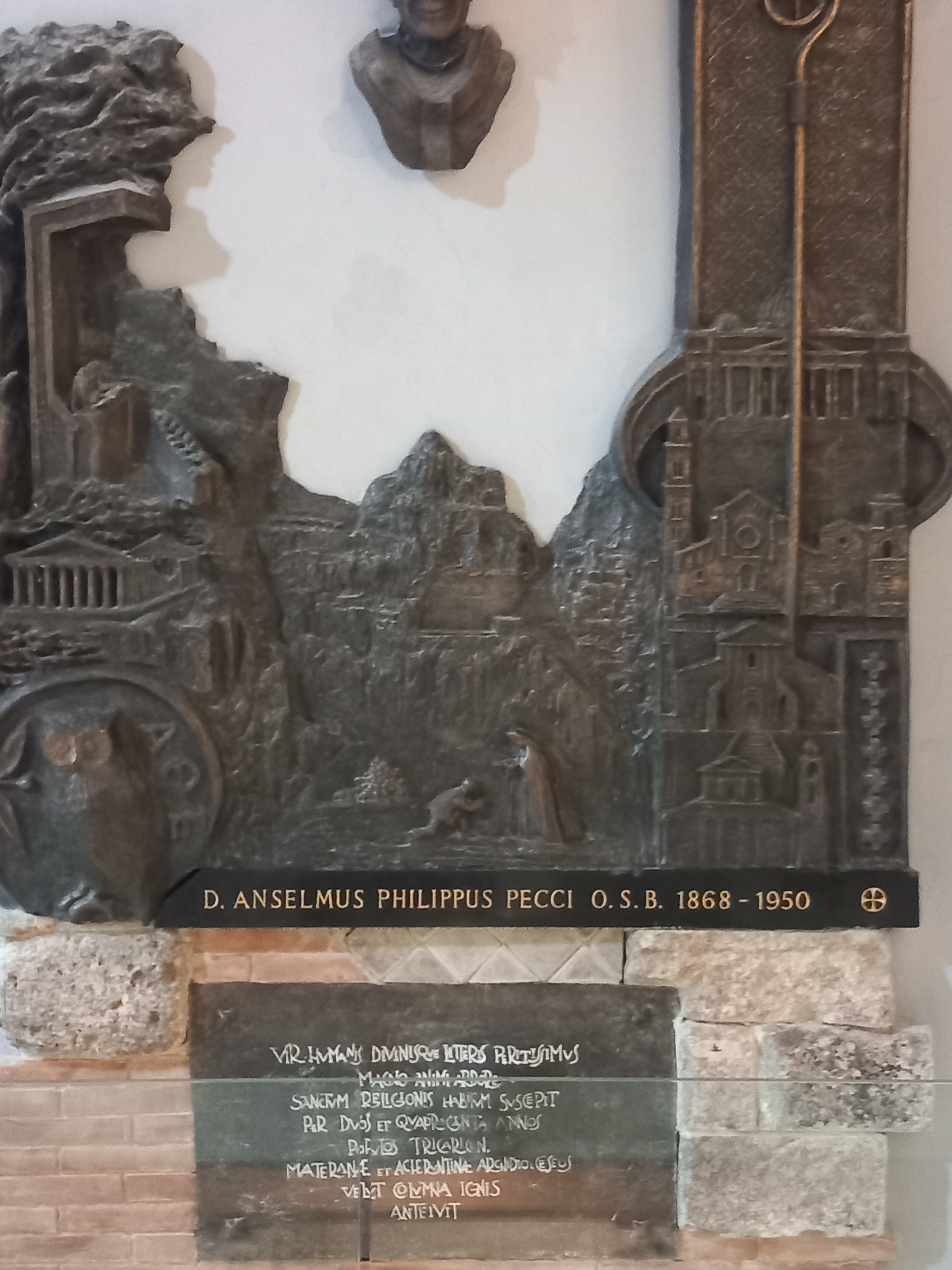
La lapide bronzea nella cattedrale di Matera sopra alla sepoltura dell'arcivescovo.

Dopo mezzo secolo dedicato allo studio e all'attività pastorale, avvertì il bisogno di ritornare al suo monastero e alla sua cella, per dedicarsi al raccoglimento e al colloquio con Maria. Nel 1945 papa Pio XII ne accettò le dimissioni e lo nominò arcivescovo titolare di Soteropoli. Le sue spoglie furono tumulate nella cattedrale di Matera.

## Genealogia episcopale e successione apostolica
La genealogia episcopale è:
- Cardinale Scipione Rebiba
- Cardinale Giulio Antonio Santori
- Cardinale Girolamo Bernerio, O.P.
- Arcivescovo Galeazzo Sanvitale
- Cardinale Ludovico Ludovisi
- Cardinale Luigi Caetani
- Cardinale Ulderico Carpegna
- Cardinale Paluzzo Paluzzi Altieri degli Albertoni
- Papa Benedetto XIII
- Papa Benedetto XIV
- Papa Clemente XIII
- Cardinale Marcantonio Colonna
- Cardinale Giacinto Sigismondo Gerdil, B.
- Cardinale Giulio Maria della Somaglia
- Cardinale Carlo Odescalchi, S.I.
- Cardinale Costantino Patrizi Naro
- Cardinale Lucido Maria Parocchi
- Arcivescovo Benedetto Bonazzi, O.S.B.
- Arcivescovo Anselmo Filippo Pecci, O.S.B.

La successione apostolica è:
- Vescovo Donato Pafundi (1946)

## Opere
- Ora et labora: cause e rimedi dell'odierna crisi sociale, Torino-Roma, Marietti, 1920.
- Lettera pastorale al clero e al popolo delle Archidiocesi, Salerno, Jovane, 1907.
- Il Seminario Pontificio Regionale Minore, Salerno, Jovane, 1928
- Per il 25 anniversario della mia consacrazione episcopale: lettera pastorale al clero delle mie diocesi, Potenza, Soc. tip. Giornale di Basilicata, 1928.
- Acta Acheruntinae et Matheranae Synodi, Putignano, De Robertis, 1929.
- In preparazione dell'ottavo centenario di san Giovanni da Matera: lettera pastorale al clero e al popolo delle Archidiocesi unite di Acerenza e Matera, Putignano, De Robertis, 1937.
- Lettera pastorale ai materani per il centenario della traslazione del corpo dell'abate benedettino san Giovanni Scalcione da Matera, Putignano, De Robertis, 1929.
- Lettera pastorale in preparazione al primo centenario dell'incoronazione della Bruna, Putignano, De Robertis, 1942.
- La Santa messa al campo: lettera pastorale per la S. Quaresima del 1935, Putignano, De Robertis, 1935.
- Al clero e al popolo delle due Archidiocesi: lettera pastorale d'addio, Putignano, De Robertis, 1944.
- La responsabilità del fratello Maggiore: lettera pastorale per la S. Quaresima del 1945, Putignano, De Robertis, 1945.
- Nel mio 50esimo di sacerdozio: lettera pastorale ai diocesani di Acerenza e Matera, Putignano, De Robertis, 1941.
- Il dono del cielo: lettera pastorale per la S. Quaresima del 1919, Napoli, D'Auria, 1919.
- Per le missioni paoline. Alla città di Matera, Putignano, De Robertis, 1936.
- Conciliazione e Concordato. Ai giovani del liceo ginnasiale di Matera, Putignano, De Robertis, 1940.
- Per l'Azione Cattolica: lettera pastorale per la S. Quaresima del 1924, Matera, Conti, 1924.
- Ubbidienza: lettera pastorale per l'AC, Salerno, Jovane, 1925.
- Il punto di vista nostro, «Bollettino ufficiale dell'Arcidiocesi di Acerenza e Matera», XVIII (1939), 2, 1939.
- Il silenzio cristiano: lettera pastorale per la S. Quaresima del 1941, Putignano, De Robertis, 1941.
- Dopo la prima visita pastorale, Putignano, De Robertis, 1911.